# Cannes Echecs
Cannes Echecs – francuski klub szachowy z siedzibą w Cannes.

## Historia
Klub został założony w 1985 roku i w tym samym roku zdobył Puchar Francji. W 1997 roku organizował mistrzostwa świata juniorów, a w 2001 roku Puchar Świata w szachach szybkich. W 2002 roku drużyna kobiet zdobyła mistrzostwo Francji. Klub dziewięciokrotnie zdobył wicemistrzostwo kraju mężczyzn. W 2007 roku zespół uczestniczył w rozgrywkach Pucharu Europy. Francuski klub wygrał wówczas z De Sprénger Echternach, Beşiktaşem JK, Herzliya Chess Club i Homburgiem Apeldoorn, a przegrał z Alkaloidem Skopje, OSG Baden-Baden i Željezničarem Sarajewo i w klasyfikacji końcowej zajął 23. pozycję.
Zawodnikami klubu byli m.in.: Darko Anić, Christian Bauer, Marlies Bensdorp, Jean-Luc Chabanon, Matthieu Cornette, Robert Fontaine, Joseph Gallagher, Michele Godena, Yannick Gozzoli, Laurent Guidarelli, Ernesto Inarkijew, Murtas Każgalejew, Maria Leconte, Kateryna Łahno, Luke McShane, Igor-Alexandre Nataf, Mladen Palac, Krishnan Sasikiran, Marie Sebag, Sebastian Siebrecht, Julien Song, Aleksiej Szyrow i Władisław Tkaczow.